# Vampiro: A Idade das Trevas
Vampiro: A idade das Trevas é um livro de Role Playing Game de horror gótico publicado pela editora Devir. Possui vários cenários como florestas mortas ou vivas, cidades abandonadas ou superpopulosas e assim vai todo lugar posse se jogar vampiro. É considerado uma espécie de continuação de Vampiro: A Máscara.

## História
A White Wolf Publishing apresentou um novo modelo para lançamentos de jogos como RPGs históricos, cada um baseado em um dos jogo World of Darkness. Isso resultou em três novas linhas: Vampire: The Dark Ages (1996), Werewolf: The Wild West (1997) e Mage: The Sorcerer's Crusade (1998). Em 1998 a White Wolf estava enfrentando problemas econômicos continuados e estava atingindo uma crise. Dos seus últimos cinco jogos do Mundo das Trevas - os três novos jogos históricos, bem como os Wraith: The Oblivion e 1995 Changeling: The Dreaming - apenas Vampire:The Dark Ages vendeu bem.